# Patrik Hellebrand
Patrik Hellebrand, né le 16 mai 1999 à Opava en Tchéquie, est un footballeur tchèque qui évolue au poste de milieu offensif au Dynamo České Budějovice.

## Biographie

### Fastav Zlín
Né à Opava en Tchéquie, Patrik Hellebrand est formé par le Fastav Zlín, où il est dès son plus jeune âge considéré comme l'un des meilleurs talents de sa génération. Il fait ses débuts en professionnel le 20 mai 2017, lors d'un match de championnat face au Dukla Prague. Il est titulaire lors de cette rencontre qui se solde par la défaite des siens (1-0).

### FC Slovácko
En juillet 2017, ne pensant pas avoir sa chance au Fastav Zlín, Patrik Hellebrand rejoint le FC Slovácko. Il joue son premier match sous ses nouvelles couleurs le 9 août 2017, lors d'une rencontre de Coupe de République tchèque face au TJ Jiskra Ústí nad Orlicí, contre qui son équipe s'impose (1-2). C'est dans cette même compétition qu'il inscrit son premier but en professionnel, le 5 septembre 2018, face au TJ Sokol Tasovice. Son équipe s'impose sur le score de cinq buts à deux ce jour-là.

### Slavia Prague
Le 5 janvier 2020, Patrik Hellebrand s'engage avec le Slavia Prague. Il joue son premier match pour le Slavia le 16 février 2020, lors d'une rencontre de championnat face au Bohemians 1905. Il entre en jeu à la place de Peter Olayinka lors de cette rencontre perdue par son équipe (1-0).

### Dynamo České Budějovice
Le 21 juin 2021 il est prêté au Dynamo České Budějovice. Le 8 février 2022 il rejoint définitivement le Dynamo České Budějovice, signant un contrat courant jusqu'en juin 2024.

### En sélection
Avec les moins de 20 ans, il se met en évidence en inscrivant un doublé lors d'un match amical contre l'Angleterre, le 14 octobre 2019 (victoire 0-3).

## Vie personnelle
Patrik Hellebrand est le fils de Aleš Hellebrand, ancien footballeur professionnel.

## Palmarès
- Champion de Tchéquie en 2020 avec le Slavia Prague.